# Epidemia de viruela en Sonora en 1869-1871
La epidemia de viruela en Sonora en 1869-1871 consistió en una epidemia de viruela que tuvo lugar en el estado mexicano de Sonora, coincidiendo con episodios similares en otras regiones de México, lo que sugiere que las vías de comunicación jugaron un papel clave en la rápida propagación de la enfermedad. Carl Sauer documentó cómo los primeros brotes se agravaron con la implementación del sistema de misiones, que concentraba a los indígenas en pequeños asentamientos, facilitando el contagio.

## Características
La epidemia se propagó rápidamente desde la Ciudad de México, llegando a Durango y Sinaloa a finales de 1779, y posteriormente a Sonora y Baja California. En Sonora, afectó gravemente a los principales asentamientos, incluidos los indígenas seris.
En 1797, un nuevo brote llegó a Veracruz y se extendió por Nueva España. En 1799, se registraron indicios de viruela en el presidio del Pitic. Décadas más tarde, entre 1865 y 1869, se detectaron brotes en Guadalajara, Sombrerete, Durango, Chihuahua, Culiacán y finalmente en Sonora, donde las vías de comunicación aceleraron su propagación en ciudades como Hermosillo, Guaymas y Ures. Sin embargo, en regiones serranas como Huepac y Arizpe, el brote tardó un año más en manifestarse debido a su aislamiento geográfico.

### Tasa de mortalidad
En 1869, la tasa de mortalidad varió significativamente entre regiones. Las ciudades más pobladas, como Hermosillo y Álamos, registraron menores tasas de mortalidad debido a una mayor disponibilidad de vacunas. En contraste, localidades pequeñas como Pitiquito y Oquitoa tuvieron tasas más altas. Las cifras reflejan que la mortalidad por viruela fue comparable a la del cólera.
La tasa de mortalidad aumentó considerablemente entre 1868 y 1869, confirmando el alto impacto de la viruela. Ese año, la enfermedad fue la principal causa de muerte en Sonora, junto con la fiebre, representando dos tercios de los decesos. En pequeñas localidades como Oquitoa y Tubutama, la viruela fue responsable del 60% de las muertes, mientras que en Hermosillo y Magdalena este porcentaje osciló entre el 41% y 49%. En Guaymas y Álamos, se redujo al 37% y 32%, respectivamente.
La epidemia afectó principalmente a niños menores de 10 años, indicando que las generaciones nacidas después del último brote fueron las más vulnerables. Además, la mayoría de las víctimas pertenecían a niveles socioeconómicos bajos, como lo evidencian los registros funerarios: el 60% fue enterrado en fosas comunes, y solo una persona recibió un entierro de primera clase.
El cólera causó un gran impacto en la sociedad debido a que afectó tanto a niños como a adultos, alterando significativamente la vida económica, política y social. Por esta razón, fue documentado por el gobernador en 1850. En contraste, aunque la viruela incrementó la mortalidad, no se registró oficialmente, probablemente porque afectaba principalmente a niños y no tuvo un efecto directo en actividades consideradas vitales para la sociedad. Esta falta de reconocimiento en los informes oficiales llevó a que se conociera como la “epidemia invisible”.